# 시아누르산
시아누르산(영어: cyanuric acid) 또는 1,3,5-트리아진-2,4,6-트리올(영어: 1,3,5-triazine-2,4,6-triol)은 화학식이 (CNOH)3인 화합물이다. 산업적으로 유용한 많은 화학물질과 마찬가지로 이 트리아진에도 많은 동의어가 있다. 이 흰색의 무취 고체는 표백제, 소독제, 제초제의 전구체 또는 성분으로 사용된다. 1997년 전세계 생산량은 160,000톤이었다.

## 같이 보기
- 트라이아진